# Досон (округ, Небраска)
До́сон (англ. Dawson County) — округ в штате Небраска, США. Столица — Лексингтон. По данным переписи за 2010 год число жителей округа составляло 24 326 человек. В системе автомобильных номеров Небраски округ Досон имеет префикс 18. Округ был создан в 1871 году.

## География

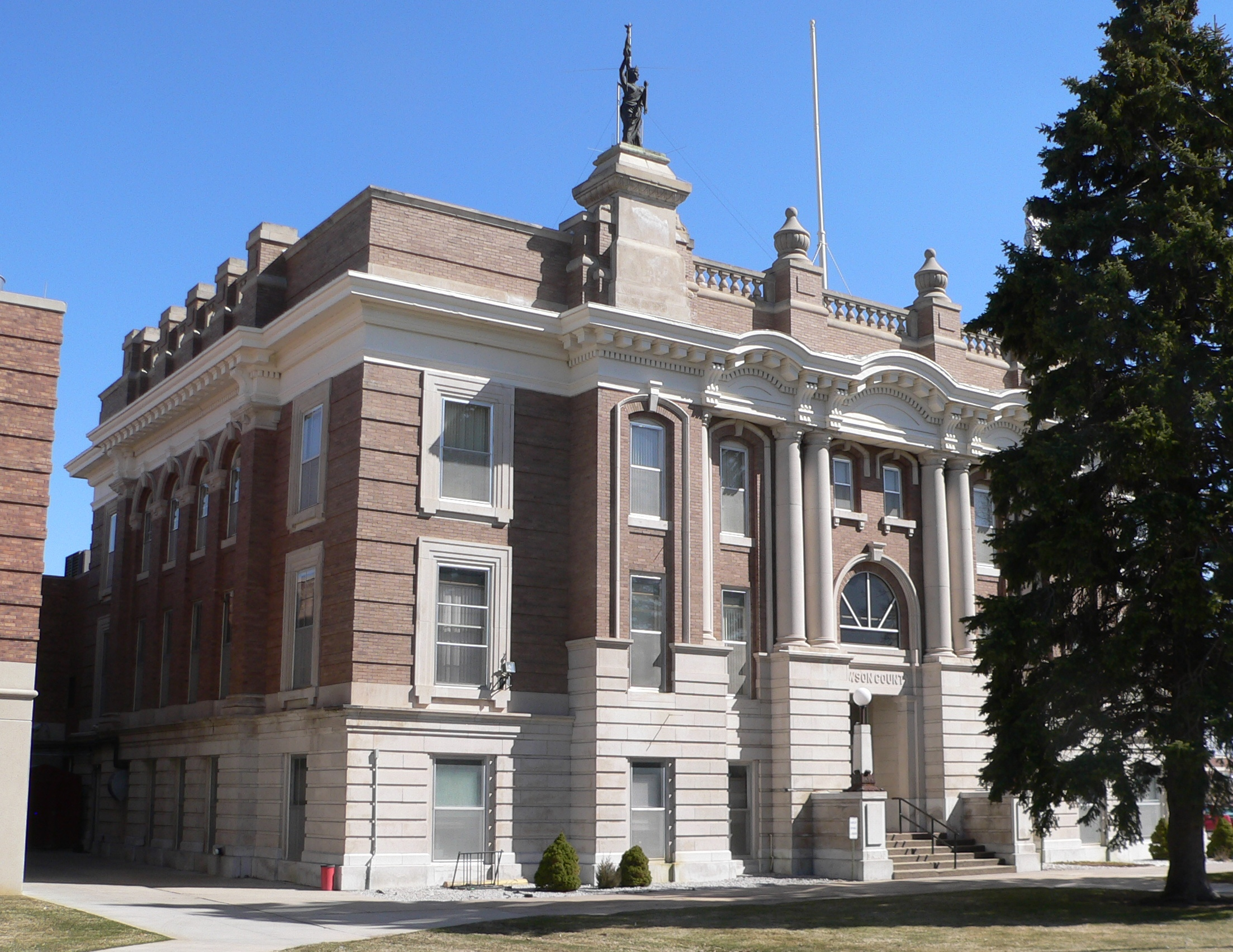
Окружной суд Досона

По данным Бюро переписи населения США округ Досон имеет общую площадь в 2639 квадратных километра, из которых 2624 кв. километра занимает земля и 16 кв. километра — вода. Площадь водных ресурсов округа составляет 0,6 % от всей его площади.

### Транспорт
Через округ проходят:
- I-80 (англ. Interstate 80).
- US 30 (англ. U.S. Route 30).
- US 283 (англ. U.S. Route 283).
- Дорога 21 штата Небраска[англ.].
- Дорога 23 штата Небраска[англ.].
- Дорога 40 штата Небраска[англ.].
- Дорога 47 штата Небраска[англ.].

## История
Создание округа Досона было утверждено легислатурой Небраски в 1860 году, однако официально он был создан в 1871 году заявлением губернатора штата. Существует две версии происхождения названия округа: в честь Джейкоба Досона, раннего поселенца Небраски, или в честь Джона Досона, представителя Пенсильвании в Конгрессе.

## Население
В 2010 году на территории округа проживало 24 326 человек (из них 50,5 % мужчин и 49,5 % женщин), насчитывалось 8899 домашних хозяйства и 6259 семей. Расовый состав: белые — 78,0 %, афроамериканцы — 3,1 %, коренные американцы — 0,8 %, азиаты — 0,6 и представители двух и более рас — 2,1 %.
Население округа по возрастному диапазону по данным переписи 2010 года распределилось следующим образом: 28,6 % — жители младше 18 лет, 3,7 % — между 18 и 21 годами, 53,8 % — от 21 до 65 лет и 13,9 % — в возрасте 65 лет и старше. Средний возраст населения — 36,2 лет. На каждые 100 женщин в Досон приходилось 102,2 мужчин, при этом на 100 совершеннолетних женщин приходилось уже 100,3 мужчин сопоставимого возраста.
Из 8899 домашних хозяйств 70,3 % представляли собой семьи: 55,1 % совместно проживающих супружеских пар (23,2 % с детьми младше 18 лет); 9,7 % — женщины, проживающие без мужей и 5,5 % — мужчины, проживающие без жён. 29,7 % не имели семьи. В среднем домашнее хозяйство ведут 2,70 человека, а средний размер семьи — 3,22 человека. В одиночестве проживали 25,3 % населения, 11,6 % составляли одинокие пожилые люди (старше 65 лет).

## Экономика
В 2015 году из 18 209 трудоспособных жителей старше 16 лет имели работу 12 312 человек. При этом мужчины имели медианный доход в 36 808 долларов США в год против 27 845 долларов среднегодового дохода у женщин. В 2014 году медианный доход на семью оценивался в 55 779 $, на домашнее хозяйство — в 48 329 $. Доход на душу населения — 22 098 $. 11,8 % от всего числа семей в Досоне и 15,3 % от всей численности населения находилось на момент переписи за чертой бедности.